# Being Alive
Being Alive è una canzone di Stephen Sondheim, numero di chiusura del musical Company, con musiche di Sondheim su libretto di George Furth. Il musical debuttò a Broadway nel 1970, con Dean Jones nel ruolo di Robert, il protagonista del musical e interprete della canzone. Robert canta Being Alive nel giorno del suo trentacinquesimo compleanno e nella canzone riflette sulla propria solitudine e sulla paura di non trovare mai nessuno con cui instaurare una relazione sincera. Being Alive è diventato uno dei brani musicali più celebri nel panorama del teatro musicale e ha raggiunto una fama al di là del mondo del teatro di Broadway grazie alle incisioni discografiche di artisti come Tony Bennett e Barbra Streisand.
Il personaggio Kurt Hummel canta la canzone nella serie televisiva Glee. Tra le numerose interpretazioni degne di nota, la più recente è quella di Adam Driver, nel film Storia di un matrimonio.

## Interpreti
- Michael Ball
- John Barrowman
- Laurie Beechman
- Tony Bennett
- Alfie Boe
- Liz Callaway
- David Carroll
- George Chakiris
- Chris Colfer
- Rosalie Craig
- Michael Crawford
- Raúl Esparza
- Daniel Evans
- Sutton Foster
- Boyd Gaines
- Neil Patrick Harris
- Tyrone Huntley
- Dean Jones
- Judy Kaye
- Larry Kert
- Ute Lemper
- Cleo Laine
- Adrian Lester
- Telly Leung
- Patti LuPone
- Millicent Martin
- Karen Mason
- Julia McKenzie
- John Owen-Jones
- Julian Ovenden
- Bernadette Peters
- Kurt Peterson
- Lea Salonga
- Barbra Streisand
- Anthony Warlow
- Margaret Whiting
- Michael Xavier
- Adam Driver